# Liste des présidents de l'USM Alger
Cette liste présente les différents présidents de l'USM Alger.
Depuis sa fondation en 1937, le club a eu 19 présidents différents, et le premier président du club est Arezki Meddad. Quant à la plus longue période en tant que président, Saïd Allik a duré 16 ans au cours desquels il a remporté 9 titres.

## Histoire

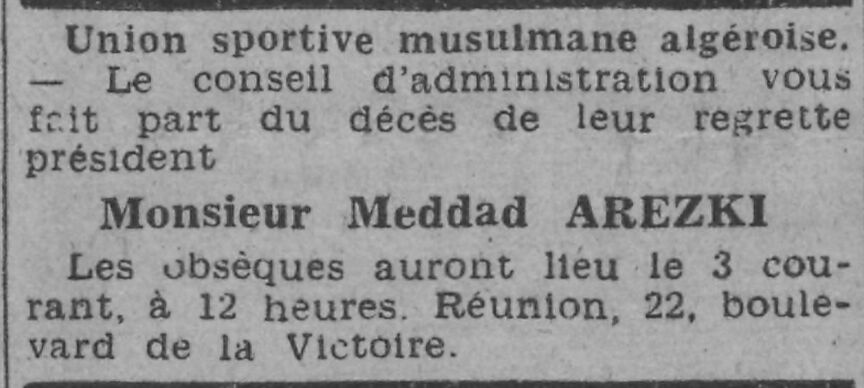
Annonce du décès du président du club Arezki Meddad dans le journal L'Écho d'Alger.

Depuis sa fondation officielle en 1937, l'USM Alger a été dirigée par une succession de présidents et de membres exécutifs qui ont accompagné le club durant ses premières années sous la domination coloniale française, ainsi qu’au cours de la période difficile de la Seconde Guerre mondiale. Le premier comité exécutif fut mis en place peu après la reconnaissance légale du club, sur la base des témoignages des membres fondateurs et du document officiel soumis au gouverneur du département d'Alger. Ce comité fondateur se composait comme suit : Président : Ali Zaid, Vice-présidents : Bennaceur Lakhdar, Fernane Taïeb, Secrétaire général : Halit Ali, Secrétaire général adjoint : Ahmed Kemmat et Trésorier : Arezki Meddad. 
Cette direction initiale posa les bases organisationnelles du club et en assura la gestion durant une période marquée par des tensions politiques et sociales croissantes en Algérie. Le premier président de l’USM Alger, Ali Zaid, entra officiellement en fonction le 5 juillet 1937 et demeura en poste jusqu’en octobre 1938. Il fut alors remplacé par Arezki Meddad, qui assuma la présidence à partir d’octobre 1938. Meddad dirigea le club durant les premières années éprouvantes de la Seconde Guerre mondiale et resta en poste jusqu’à sa mort, survenue en avril 1942 alors qu’il exerçait toujours ses fonctions. La saison fut assombrie par un événement tragique : le 2 avril 1942, Arezki Meddad, président du club, décéda après avoir contracté le typhus, une maladie qui se propageait largement dans le pays à cette époque. Sa disparition constitua une grande perte pour l’USMA,. 
Il fut non seulement le premier président d'honneur du club, mais aussi le premier trésorier du comité fondateur et un membre central du conseil exécutif. Ses funérailles eurent lieu le lendemain et rassemblèrent de nombreux membres de la communauté venus lui rendre un dernier hommage. À la suite de son décès, Abderrahmane Boulendjas fut élu le 15 octobre 1942. Son mandat dura un an, jusqu’au 17 octobre 1943, date à laquelle il fut remplacé par Mohamed Aïchoun. Ce dernier assura la présidence du 17 octobre 1943 au 30 octobre 1946. Aïchoun mena le club durant les années immédiatement postérieures à la guerre, une période de reprise d’activité et de réorganisation.

## L'ère Saïd Allik
En 1994, Saïd Allik est devenu président du conseil d'administration de l'USM Alger et a promis de ramener l'équipe en Division 1. Le 26 mai 1995, l'USM Alger a gagné contre le MC Ouargla et a réussi un défi de promotion en Division 1 après cinq saisons complètes. Allik annonce que l'USM Alger a retrouvé sa place normale et ne retombera plus en deuxième division. Lors de la première saison en Division 1, Allik a remporté le premier titre en 33 ans et le deuxième de l'histoire de l'USM Alger.
la saison suivante, Alik a signé un contrat avec le duo JS Kabylie, Tarek Hadj Adlane l'ancien joueur d'Al Ittihad et Mahieddine Meftah le champion de la Coupe d'Afrique des Nations avec l'équipe nationale d'Algérie et à cause de cela une grande inimitié a commencé entre Allik et Mohand Chérif Hannachi. De 2005 à 2010, la pire de la période de Saïd Allik, où le niveau de l'USM Alger décline et n'obtient aucun titre et se contente de disputer deux fois la finale de la coupe contre les rivaux traditionnels du MC Alger et est battu dans les deux, leur première défaite en finale depuis 1980. On dit que la principale raison de cette baisse est le soutien de Saïd Allik à Ali Benflis à l'élection présidentielle contre le président Abdelaziz Bouteflika de l'époque. Le 27 octobre 2010, Haddad a remplacé Saïd Allik en tant que président et propriétaire du club. Allik était le président du club depuis 16 ans.

## Ère ETRHB Haddad
Le 4 août 2010, l'USM Alger est devenu public en conjonction avec la professionnalisation de la ligue nationale. L'homme d'affaires algérien Ali Haddad est devenu l'actionnaire majoritaire après avoir investi 700 millions de dinars algériens pour acheter une participation de 83% dans le club afin de devenir le premier club professionnel en Algérie,. Le 27 octobre 2010, Haddad a remplacé Saïd Allik en tant que président et propriétaire du club.

« Je veux faire de ce club le meilleur du pays. L’USMA est une grande équipe et nous devrons naturellement jouer pour gagner des titres, c’est la moindre des choses. Personnellement, je ferai de mon mieux pour veiller quotidiennement à ce que le club ne manque de rien. Nous avons beaucoup de projets et il nous tient à cœur de les réaliser. »

le 28 février 2018, Ali Haddad a changé son frère Rabouh d'un poste de directeur général par l'ancien joueur international et ancien président de l'ES Sétif Abdelhakim Serrar. Le 30 avril 2019, le conseil d'administration de la SSPA USMA s'est réuni et a constaté la vacance du poste de président de la société depuis l'incarcération d'Ali Haddad il y a près d'un mois. C'est Boualem Chendri qui a été élu à l'unanimité pour lui succéder tandis que l'ETRHB Haddad reste l'actionnaire majoritaire du club.

## L'ère du Groupe SERPORT
Le 2 juin 2019, c'est officiel, la famille Haddad cède sa participation de 92% dans SSPA USMA. C'est le chargé de communication du club, Amine Tirmane, qui l'a annoncé sur la télévision Echorouk TV. Alors qu'il était prévu que l'assemblée générale des actionnaires se tiendrait le 12 mars 2020, elle a été soumise au 2 mars, notamment après l'incarcération de l'ancien président du club, Rabouh Haddad. La réunion a vu la présence du représentant de l'ETRHB Haddad et l'absence du président du club amateur Saïd Allik, et après deux heures et demie, il a été annoncé que le Groupe SERPORT avait racheté les parts de l'ETRHB Haddad qui s'élevaient à 94,34%,.
Le 31 juillet, Abdelghani Haddi a parlé de certains journaux et leur a répondu ainsi que les fausses nouvelles sur la valeur d'achat des actions de l'USM Alger, où il a déclaré que le montant était de 2 milliards de dinars environ 13 millions d'euros, pour information SERPORT est une société holding qui gère les participations de l'État dans les services portuaires algériens. Elle génère un chiffre d'affaires de près de 500 millions d'euros par an, pour un bénéfice net qui oscille entre 25 et 40 millions d'euros. Le 12 mai 2022, Djelloul a été démis de ses fonctions après le scandale de la sortie de conteneurs de voitures Hyundai importées par la société Tahkout en 2019, et a été remplacé par l'ancien PDG de l'entreprise portuaire d'annaba (EPAN) Abdelkarim Harkati temporairement,.

## Présidents
| #  | Président               | Période                           | Palmarès                                                   |   |          |                               |  |
| -- | ----------------------- | --------------------------------- | ---------------------------------------------------------- | - | -------- | ----------------------------- |  |
| #  | Président               | Période                           | Palmarès                                                   | 1 | Ali Zaid | 5 juillet 1937 - Octobre 1938 |  |
| 2  | Arezki Meddad           | Octobre 1938 - 2 avril 1942,      |                                                            |   |          |                               |  |
| 3  | Abderrahmene Boulendjas | 15 octobre 1942 - 17 octobre 1943 |                                                            |   |          |                               |  |
| 4  | Mohamed Aïchoun         | 17 octobre 1943 - 30 octobre 1946 |                                                            |   |          |                               |  |
| 5  | Mohamed Zenagui         | 30 octobre 1946 - Septembre 1948  |                                                            |   |          |                               |  |
| 6  | Mohamed Bensiam         | Septembre 1948 - 1950             |                                                            |   |          |                               |  |
| 7  | Mohamed Zenagui         | 1950 - 10 juin 1953               |                                                            |   |          |                               |  |
| 8  | Ali Chérifi             | 10 juin 1953 - 1956               |                                                            |   |          |                               |  |
| 9  | Saïd Meddad             | 1962 - 1963                       | 1 Critérium d'Honneur                                      |   |          |                               |  |
| 10 | Abdelkader Amrani       | 1963 - 1971                       |                                                            |   |          |                               |  |
| 11 | Ali Kezal               | 1971 - 1972                       |                                                            |   |          |                               |  |
| 12 | Yacef Saâdi             | 1972 - 1975                       |                                                            |   |          |                               |  |
| 13 | Abdelaziz Tazairt       | 1975 - 1976                       |                                                            |   |          |                               |  |
| 14 | Rachid Khelouati        | 1976 - 1977                       |                                                            |   |          |                               |  |
| 15 | Saïd Hammo              | 1977 - 19??                       | 1 Coupe d'Algérie                                          |   |          |                               |  |
| 16 | Hadji                   | 19?? - 1984                       |                                                            |   |          |                               |  |
| 17 | Abdesslem Bensahli      | 1985 - 1989                       | 1 Coupe d'Algérie                                          |   |          |                               |  |
| 18 | Saïd Hammo              | 1989 - 1991                       |                                                            |   |          |                               |  |
| 19 | Rachid Khelouati        | 1992 - 1993                       |                                                            |   |          |                               |  |
| 20 | Mouldi Aïssaoui         | 1993 - 1994                       |                                                            |   |          |                               |  |
| 21 | Saïd Allik              | 1994 - 4 août 2010                | 4 Division 1 5 Coupe d'Algérie                             |   |          |                               |  |
| 22 | Ali Haddad              | 4 août 2010 - 30 avril 2019       | 3 Ligue 1 1 Coupe d'Algérie 2 Supercoupe 1 Coupe de l'UAFA |   |          |                               |  |
| 23 | Boualem Chendri         | 30 avril 2019 - 2 mars 2020       |                                                            |   |          |                               |  |
| 24 | Achour Djelloul         | 2 mars 2020 - 13 mai 2022         |                                                            |   |          |                               |  |

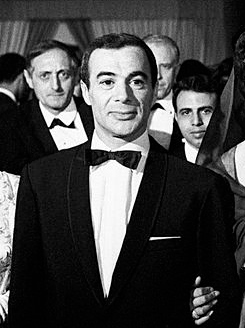
Yacef Saâdi, président du club de 1972 à 1975, a été l'un des dirigeants du Front de libération nationale algérien pendant la guerre d'indépendance de son pays..

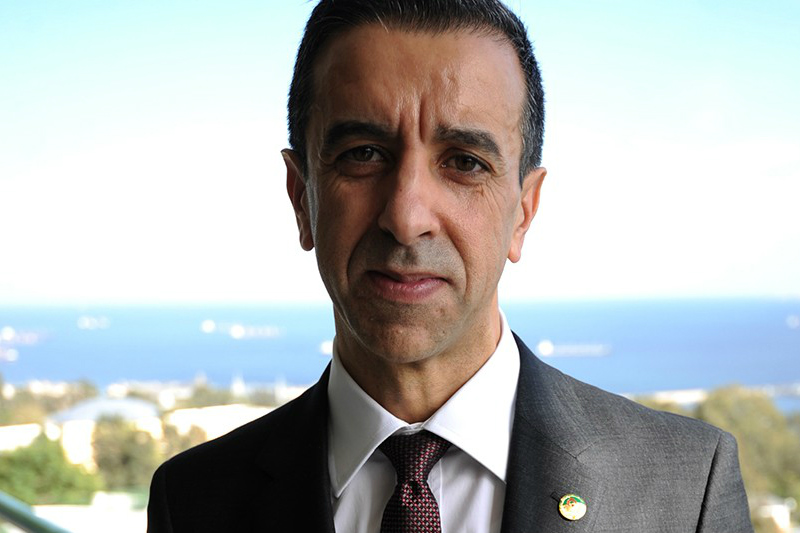
L'homme d'affaires algérien Ali Haddad, propriétaire et président du club USM Alger de 2010 à 2019..

| 25 | Abdelkarim Harkati      | 13 mai 2022 - 30 avril 2025       | 1 Coupe de la confédération 1 Supercoupe de la CAF         |   |          |                               |  |
| 26 | Abdelkarim Harkati      | depuis le 30 avril 2025           |                                                            |   |          |                               |  |